# Bistra, Domžale
Bistra je novozgrajena, nadstandardna stanovanjska četrt v Domžalah v neposredni bližini domžalskega centra in Češminovega parka. Območje obdajajo Ljubljanska cesta na južni strani, Ulica Nikola Tesla na zahodni strani ter Ulica Ivana Pengova na vzhodni strani. Sestavljena je iz osmih stanovanjskih objektov, v njej pa se nahaja še Vrtec Bistra Domžale. Zanimivost je, da je četrt nastala na potoku Mlinščica, ki so jo ob gradnji naselja prestavili v kanal pod četrtjo.